# Terje Scheie
Terje Scheie ist ein früherer norwegischer Skeletonsportler.
Terje Scheie gehörte in der zweiten Hälfte der 1990er Jahre zum norwegischen Nationalkader. Dreimal nahm er an Skeleton-Weltmeisterschaften teil. 1995 wurde er in Lillehammer auf seiner Heimbahn 33., 1996 in Calgary 37. und 1997 in Lake Placid Elfter. Daneben nahm er zwischen 1996 und 1998 mehrfach an Weltcup-Rennen teil, ohne dabei Weltcuppunkte zu gewinnen. National wurde er 1997 norwegischer Meister und 1998 hinter Håvard Engelien und zeitgleich mit Snorre Pedersen Vizemeister.